# Глєбов Дмитро Євгенович
Дмитро́ Євге́нович Глє́бов (рос. Дмитрий Евгеньевич Глебов; 28 жовтня 1898, Дубасово — 3 серпня 1981) — радянський військовий діяч, генерал-майор артилерії.

## Біографія
Народився 28 жовтня 1898 року в селі Дубасовому (нині Пензенської області Росії) в родині священика. Росіянин.
У Червоній армії з 1919 року. З 1919 по 1921 рік брав участь у Громадянській війні в Росії.
З липня 1941 року брав участь у німецько-радянській війні на посадах начальника артилерії дивізії, заступника начальника артилерії армії та командувача артилерією 4-ї гвардійської армії (з 18 липня 1942 по 17 квітня 1944 року). Отримав військове звання генерал-майора артилерії 1 жовтня 1942 року. Воював у складі Воронезького, Степового, Донського, 2-го Українського та інших фронтів. Брав участь у Сталінградській, Корсунь-Шевченківській битвах, форсуванні Дніпра.
З 1946 по 1953 рік начальник Київського ордена Леніна червонопрапорного артилерійського училища імені С. М. Кірова(рос.).

Могила Дмитра Глєбова.

Помер 3 серпня 1981 року. Похований у Києві на Лук'янівському військовому кладовищі.

## Нагороди
Нагороджений:
- ордени: Орден Леніна, 3 ордени Червоного Прапора, Вітчизняної війни 1-го ступеня, Червоної Зірки.
- медалі: «ХХ років РСЧА», «За оборону Сталінграда»[1].